# Jurij Grigorowski
Jurij Nikołajewicz Grigorowski (ros. Юрий Николаевич Григоровский; ur. 28 marca 1939 w Moskwie) – radziecki piłkarz wodny, medalista olimpijski.
Brał udział w dwóch igrzyskach (IO 60, IO 68), na obu radzieccy piłkarze zajęli drugie miejsce (zdobył łącznie 13 bramek).